# Joana de Lestonnac
Joana de Lestonnac (Bordeus, 1556 - 1640) va ser una religiosa francesa, fundadora de la Companyia de Maria, primera congregació religiosa dedicada a l'educació de nenes. És venerada com a santa per l'Església Catòlica Romana.

## Biografia
Jeanne de Lestonnac Eyquem va néixer i es va formar en una família benestant de Bordeus. Era filla de Richard de Lestonnac i de Jeanne Eyquem i, per tant, neboda de Michel de Montaigne, famós filòsof i humanista. El seu pare era catòlic i la seva mare calvinista, i fou educada en la fe catòlica.
Des de la seva infància experimenta una profunda experiència espiritual i una inclinació per la vida religiosa: "tingues cura, filla meva, de no deixar apagar aquesta flama que he encès en el teu cor i que et mena a seguir-me amb un desig tan ardent".
El 1572 és desposada amb Gaston de Monferrant, baró de Landiràs, amb qui tindrà set fills. Als 41 anys mor el seu marit i cinc anys després ingressa al monestir de les monges fulienques de Tolosa. Tanmateix la rigorositat de la regla ultrapassa les seves forces i ha de deixar la vida monàstica.

### Fundació de la Companyia de Maria

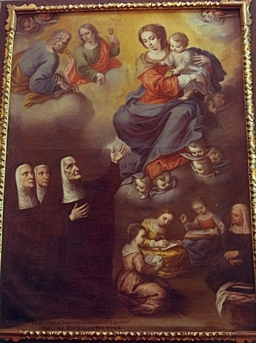
Quadre de final del s. XVII, amb Santa Joana i altres monges pregant; la Mare de Déu se'ls apareix i les nenes escriuen i treballen al costat (Bordeus, Cartoixa de Sant Bru)

Durant aquests anys el seu projecte va prenent formes més concretes. En un somni, anomenat en les seves obres la nit del Cister, quan era encara al monestir, entreveu una gran quantitat de noies joves desorientades per manca d'ajuda. Després de deixar la vida monàstica, es retira al castell de La Mothe per decidir el seu futur.
El 1605 la pesta fa estralls a Bordeus. Joana es dedica incansablement a l'atenció dels malalts i al seu voltant comencen a ajuntar-se un grup de noies joves amb semblant inquietud. La relació aleshores amb els jesuïtes esdevé fonamental, atès que ells també viuen la preocupació pels joves. Aconsellada pels jesuïtes F. Raymond i Jean de Bordes, i prenent com a model la Companyia de Jesús, projectà de fundar un institut religiós dedicat a l'educació de les noies.
L'any 1607 comença l'activitat de la Companyia de Maria, amb Joana de Lestonnac al davant d'una comunitat de germanes, que harmonitzen la pregària i la vida contemplativa i la dedicació a l'ensenyament i la instrucció cristiana de la dona. Maria és el model que volen imitar i la santa patrona protectora del nou institut. Serà aprovat i autoritzat per l'arquebisbe de Bordeus François d'Escoubleau de Sourdis el 25 de març de 1606, i a Roma l'aprovarà el papa Pau V el 7 d'abril de 1607.
Les fundacions de noves cases s'entenen ràpidament per tot França: quan Joana morí, als 84 anys, en 1640, la congregació ja tenia 30 cases.

## Veneració
Pius XII la canonitzà el 1949 i la seva festa se celebra el dia 15 de maig. El 1650 la Companyia realitza la primera fundació fora de territori francès, a Barcelona. Hi ha presència actualment a quatre continents.